# Acrobelione reverberii
Acrobelione reverberii är en kräftdjursart som först beskrevs av Restivo 1970.  Acrobelione reverberii ingår i släktet Acrobelione och familjen Bopyridae. Inga underarter finns listade i Catalogue of Life.